# Quechultenango
Quechultenango är en kommunhuvudort i Mexiko.   Den ligger i kommunen Quechultenango och delstaten Guerrero, i den södra delen av landet, 220 km söder om huvudstaden Mexico City. Quechultenango ligger 862 meter över havet och antalet invånare är 5 112.
Terrängen runt Quechultenango är huvudsakligen kuperad, men västerut är den bergig. Quechultenango ligger nere i en dal. Runt Quechultenango är det ganska glesbefolkat, med 38 invånare per kvadratkilometer. Quechultenango är det största samhället i trakten. I omgivningarna runt Quechultenango växer huvudsakligen savannskog.